# Aeroportul Hatchet Lake
Aeroportul Hatchet Lake (IATA: YDJ) este un aeroport din Saskatchewan, Canada.
Situat la o altitudine de 418 m, aeroportul dispune de o singură pistă.